# World Club Challenge 2023
El World Club Challenge de 2023 fue la vigésimo novena edición del torneo de rugby league más importante de clubes a nivel mundial.
El torneo representó el regreso de la competencia luego de tres años a consecuencia de la pandemia de COVID-19.
El campeonato se disputó en el Penrith Stadium de la ciudad homónima de Australia.

## Formato
Se enfrentan los campeones del año anterior de las dos ligas más importantes de rugby league del mundo, la National Rugby League y la Super League.

## Participantes
| Liga                       | Ganador          |
| -------------------------- | ---------------- |
| National Rugby League 2022 | Penrith Panthers |
| Super League 2022          | St Helens RFC    |

## Encuentro
| 18 de febrero de 2023 | Penrith Panthers | 12 - 13 | St Helens RFC | Penrith Stadium, Penrith |  |

| Bandera de Inglaterra |
| Campeón St Helens RFC |
| Tercer título         |